# Бізнес-маркетинг
Бі́знес-ма́рке́тинг (англ. business marketing), B2B-ма́рке́тинг (англ. B2B marketing або business-to-business marketing) або промисло́вий ма́рке́тинг (англ. industrial marketing) — комплекс маркетингу, що здійснюється юридичними особами чи організаціями, включаючи комерційні підприємства та установи, для сприяння продажу своїх товарів або послуг іншим компаніям та організаціям, які, в свою чергу, можуть перепродати їх, використати їх як компоненти для продуктів або послуг, що їх пропонують наступним юридичним особам.
Хоча бізнес-маркетинг як дисципліна маркетингу відомий з кінця XIX ст., Девід Ліхтенталь (англ. J. David Lichtenthal) вказує на те, що теорія бізнес-маркетингу оформилася в 80-х роках XX ст..
Відомими періодичними професійними виданнями з бізненс-маркетингу є «Journal of Business-to-Business Marketing» та «Journal of Business & Industrial Marketing».

## Різниця між B2B- та B2C-маркетингом
За визначенням Дуайєра та Таннера (англ. Dwyer and Tanner, 2006 р.) бізнес-маркетинг визначається застосуванням коротших каналів розподілу, ніж у масовому (споживчому) маркетингу.
Масовий (споживчий) маркетинг стосується великих демографічних груп, маркетингове повідомлення (англ. message) передається через засоби масової інформації та у системі роздрібної торгівлі. У бізнес-маркетингу процес переговорів між покупцем і продавцем є особистим та коротшим. За Хаттом та Спехом (англ. Hutt and Speh, 2004 р.) спеціалісти з бізнес-маркетингу лише невелику частину своїх рекламних бюджетів витрачають на рекламу, головним чином використовуються пряма поштова розсилка (англ. direct mail) та реклама у галузевих журналах (англ. trade journals). Хоча друкована реклама у спеціалізованій пресі зазвичай носить обмежений характер, вона є одним з найоптимальніших чинників укладення контрактів (англ. successful sales calls setting up).
Бізнес-маркетинг, як і масовий маркетинг, базується на основних маркетингових принципах (повністю ці принципи було визначено Джеромом МакКарті (англ. Е. Jerome McCarthy) у 1960 р.):
- товар має відповідати потребам цільової групи,
- ціна та позиціювання товару мають співвідноситися з відповідним ринком подібних товарів,
- комунікація та спосіб продажу товару повинні ефективно показувати його вигідність цільовій групі.

## Споживач у бізнес-маркетингу
Найпростішим визначенням споживача у бізнес-маркетингу є «інші підприємства». Дуайєр та Таннер (англ. Dwyer and Tanner, 2006 р.) визначають чотири основні категорії споживачів:
- компанії, які споживають продукти або послуги (англ. companies that consume products or services),
- державні установи, міністерства та відомства (англ. government agencies),
- установи, що є державною та муніципальною власністю (англ. institutions),
- продавці-посередники (англ. resellers).

Перша категорія, зокрема, включає в себе виробників обладнання, як-от автовиробників, які купують вузли та деталі для автомобілів, що будуються, а також такі компанії, які купують продукцію для власного споживання.
Друга категорія — державні установи, міністерства та відомства — є найчисленнішими споживачами бізнес-маркетингу в таких країнах як Швеція чи США (наприклад, уряд США є найбільшим споживачем продуктів та послуг країни, щороку на це виділяється до 300 млрд доларів США). Ця категорія може включати в себе державні та місцеві органи влади.
Третя категорія включає в себе школи, лікарні, старечі будинки, церкви, благодійні організації тощо.
Четверта категорія складається з оптових торговців (англ. wholesalers), брокерів (англ. brokers) та дистриб'юторів.
Головна розбіжність між B2B- і B2C-маркетингом полягає у такому:
- B2C-маркетинг направлений на продаж товару певній особі. На цю особу можуть впливати певні чинники — члени сім'ї чи друзі, але у кінцевому підсумку саме ця особа робить покупку.

- B2B маркетинг направлений на продаж юридичній особі. Кожна юридична особа відрізняється своєю «фірмографією» (англ. firmographic) — розміром бізнесу, географічним розташуванням, галуззю та обсягом доходів, що суттєво впливає на процес продажу.

- У бізнес-маркетингу товари відрізняються своєю складністю (англ. complexity), попит аудиторії є різно-направлений, невелика кількість покупців купує великий обсяг товарів.

## Стратегія бізнес-маркетингу

### Бренд
Особлива увага приділяється створенню сильної прив'язки корпоративних брендів (англ. corporate brands), брендів відділів та брендів товарів чи послуг (англ. divisional brands & product/service brands) до всіх засобів комунікації, включаючи навіть «неформальні», як-от електронна пошта тощо.

### Товар
Оскільки одним з головних завдань бізнес-клієнтів є капіталізація (англ. creating shareholder value for themselves), можливість знизити витрати (англ. cost-saving benefit) та збільшити дохід (англ. revenue-producing benefit) є важливими чинниками для купівлі продукту та користуванні ним протягом усього життєвого циклу продукту.

### Цільова група
Дуже часто цільова група у бізнес-маркетингу менша, ніж у масовому маркетингу. Також відрізняється процес ухвалення рішення щодо купівлі: у бізнес-маркетингу може бути кілька осіб, що здійснюють вплив на прийняття рішення (англ. influencer), причому вони можуть знаходитися в різних структурних підрозділах компанії та навіть формально не належати до групи осіб, яка вирішує здійснити покупку (англ. decision making unit).

### Ціна
Бізнес-клієнти мають змогу платити більшу ціну (англ. premium price), ніж клієнти на споживчому ринку, якщо продавець відповідно структурує свою комерційну пропозицію та умови оплати. Визначальним є зв'язок з відомою торговельною маркою (англ. strong brand).

### Комунікація
Побудова комунікації бізнес-продукту базується на знанні звичок осіб, що задіяні в ухваленні рішення щодо покупки товару, специфічної термінології (англ. vocabulary), що вживається у певній галузі тощо.
Найчастіше використовуються галузеві торговельні шоу (англ. trade shows), аналітичні публікації, публікації інших видів, публікації у блогах та комунікація на рівні роздрібних / гуртових торговельних пунктів.
Комунікація також може включати рекламу (англ. advertising), зв'язки з громадськістю (англ. public relations), прямі поштові розсилки (англ. direct mail), друковану продукцію (англ. sales collateral) тощо.

### Продаж
Надзвичайно важливою є наявність досвідчених власних спеціалістів з продажу (англ. direct sales force). Важливою є також оптимізація продажу через непряму мережу дистриб'юції.

### Інше
Серед інших заходів, на які звертається особлива увага, можна перелічити:
- заходи з позиціонування (англ. positioning statement),
- розробка повідомлення (англ. message development),
- розробка коиунікаційної програми (англ. campaign plan building),
- розробка бріфу для агенції (англ. agency briefing),
- контроль результатів (англ. result measuring).

## Обсяг бізнес-ринку
Обсяг бізнес-ринку, а отже витрат на бізнес-маркетинг, є надзвичайно великим: наприклад, такі компанії, як-от «Дженерал Електрик» (англ. GE), «ДюПон» (фр. DuPont) та «Ай. Бі. Ем.» (англ. IBM) витрачають понад 60 мільйонів доларів США на день на купівлю різноманітних товарів для забезпечення їхньої діяльності.
Дослідження 2003 р., проведені «Бізнес-асоціацією маркетингу» (англ. Business Marketing Association), показало, що щороку компанії в США витрачають близько 85 млрд доларів для сприяння просуванню їхніх товарів та послуг. У 2003 р. витрати розподілилися таким чином (у мільярдах доларів США):
- Виставки та івенти (англ. trade shows, events) — $ 17,3.
- Інтернет та електронні ЗМІ (англ. internet, electronic media) — $ 12,5.
- Комунікація та підтримка ринку (англ. promotion, market support) — $ 10,9.
- Реклама в журналах (англ. magazine advertising) — $ 10,8.
- Зв'язки з громадськістю (англ. publicity, public relations) — $ 10,5.
- Прямі поштові розсилки (англ. direct mail) — $ 9,4.
- Друковані матеріали у пунктах продажу (англ. dealer/distributor materials) — $ 5,2.
- Дослідження ринку (англ. market research) — $ 3,8.
- Телемаркетинг (англ. telemarketing) — $ 2,4.
- Каталоги, довідкові служби (англ. directories) — $ 1,4.
- Інше — $ 5,1.